# Władimir Bukowski

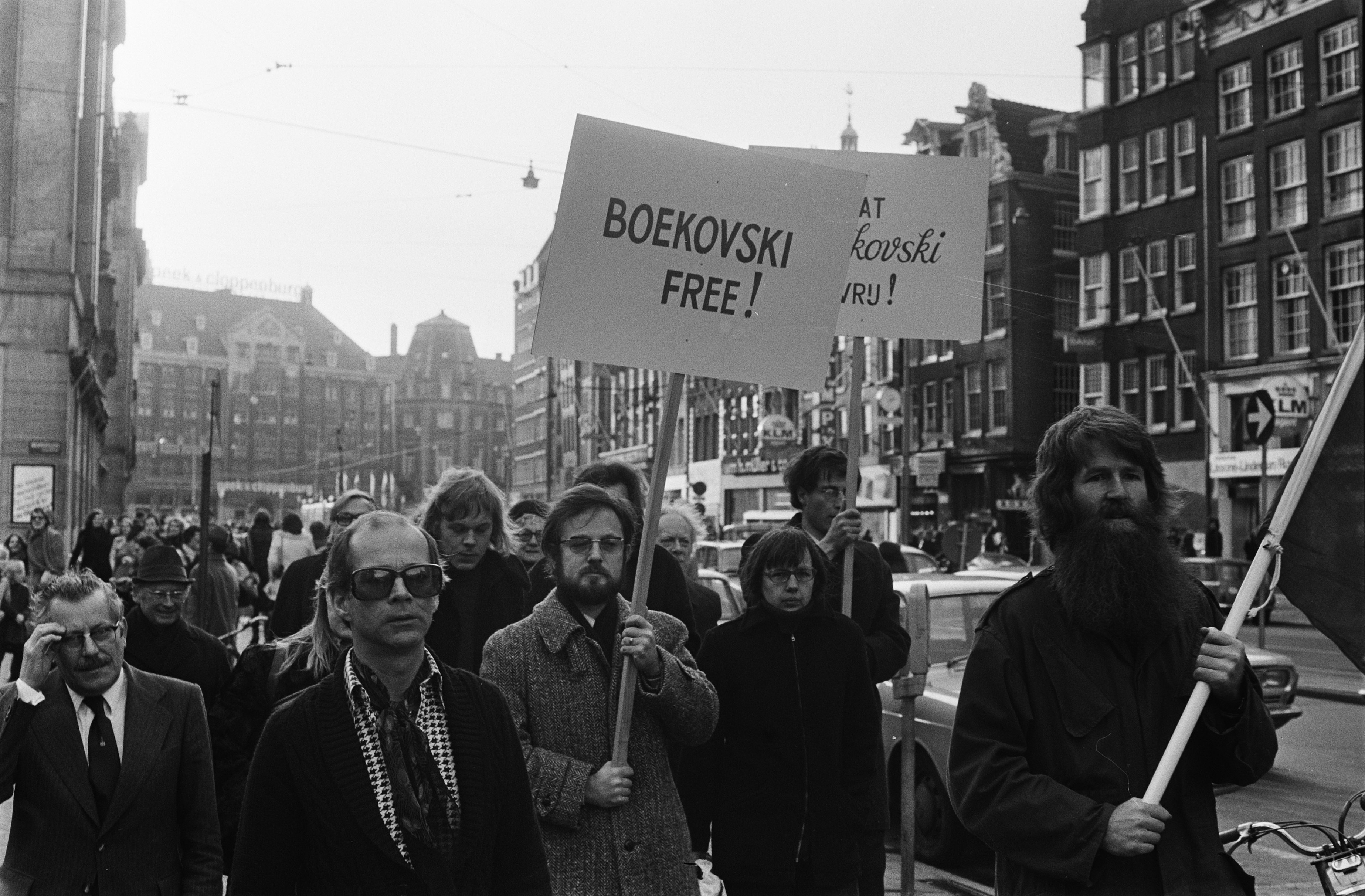
Demonstracja w Amsterdamie wzywająca do uwolnienia Władimira Bukowskiego w styczniu 1975

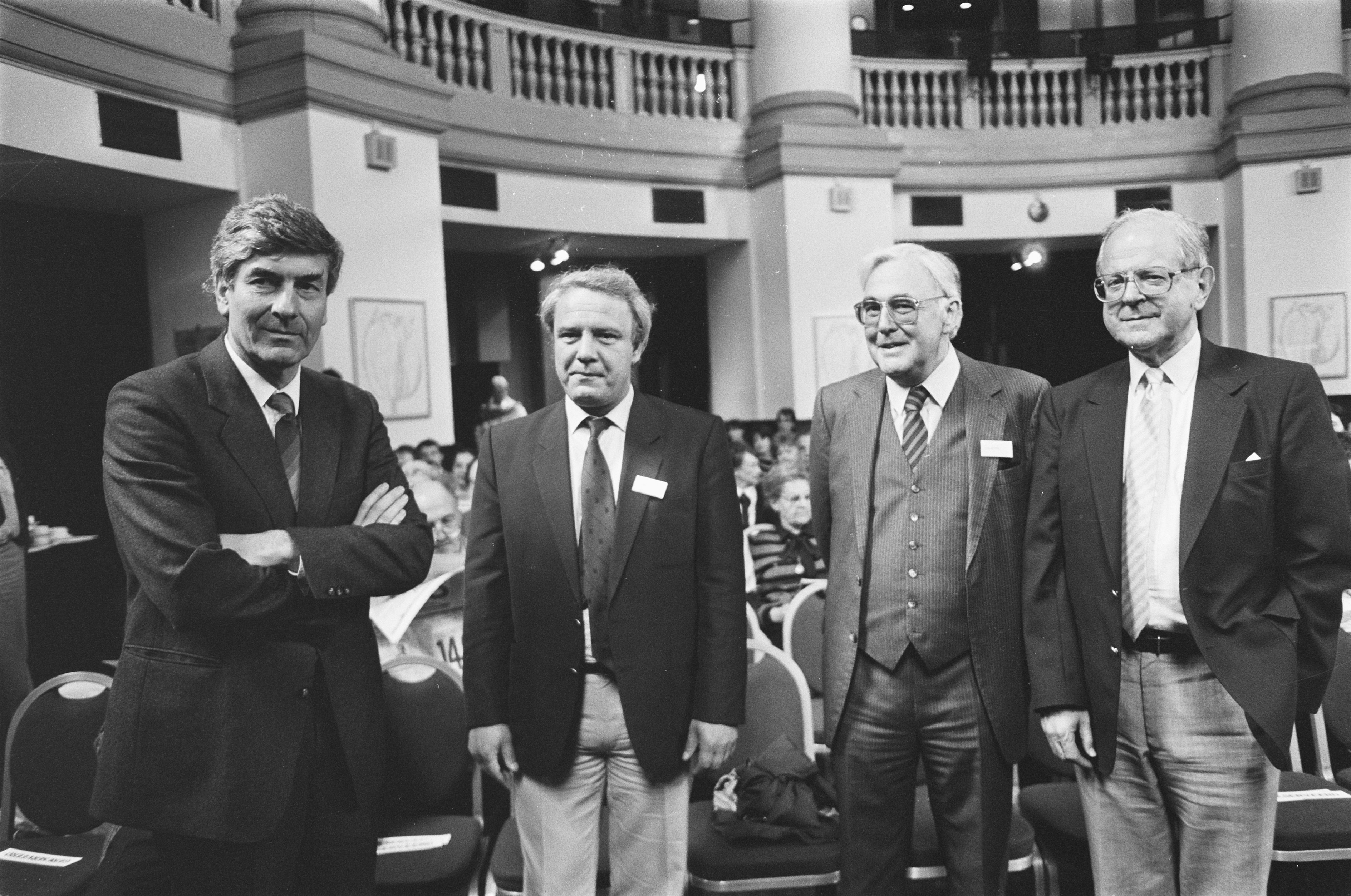
Ruud Lubbers, Władimir Bukowski, Jan Willem Bezemer i Robert Conquest w trakcie Kongresu Sacharowa w 1987

Władimir Konstantinowicz Bukowski (ros. Влади́мир Константи́нович Буко́вский, ur. 30 grudnia 1942 w Belebeju, zm. 27 października 2019 w Cambridge) – rosyjski obrońca praw człowieka, pisarz, publicysta, więzień polityczny oraz polityk polskiego pochodzenia. Jeden z najaktywniejszych i najbardziej znanych na świecie uczestników ruchu dysydenckiego w ZSRR. W sumie spędził 12 lat w więzieniach i na obowiązkowych leczeniach psychiatrycznych.

## Pochodzenie
Urodził się w rodzinie o polskich korzeniach, był prawnukiem polskiego oficera wziętego przez wojska carskie do niewoli w bitwie pod Ostrołęką oraz zesłanego na Syberię, gdzie ożenił się i pozostał do końca życia.
Jego ojciec, Konstantin, był dziennikarzem i pisarzem. Sam Bukowski urodził się w Baszkirii, gdzie jego rodzina została ewakuowana z Moskwy w związku z ofensywą Wehrmachtu na Moskwę.

## Działalność polityczna
Mając 14 lat przeczytał referat Nikity Chruszczowa traktujący o zbrodniach stalinowskich, stając się odtąd zagorzałym przeciwnikiem ideologii komunistycznej. Jego pierwszy konflikt z władzami miał miejsce w 1959, kiedy to za rozpowszechniane samizdatu został wydalony ze szkoły. Edukację kontynuował następnie w szkole wieczorowej. W latach 1960–1961 studiował na Wydziale Biologicznym Moskiewskiego Uniwersytetu Państwowego. Później za swoją działalność opozycyjną został z niego wydalony. W 1960 był jednym z organizatorów regularnych spotkań opozycyjnej młodzieży przy pomniku Władimira Majakowskiego w centrum Moskwy. Wówczas zaczęło interesować się nim KGB, skonfiskowano m.in. jego esej na temat potrzeby demokratyzacji Komsomołu. W 1963 został aresztowany za wykonanie dwóch kserokopii książki „Nowa klasa”, autorstwa zakazanego w ZSRR jugosłowiańskiego pisarza Milovana Đilasa. Został uznany za chorego psychicznie i skierowany na obowiązkowe leczenie do szpitala psychiatrycznego w Leningradzie. Poznał tam zdegradowanego generała Armii Radzieckiej i działacza opozycji Petro Hryhorenkę. Na wolność wyszedł w lutym 1965.
Zaraz po wyjściu na wolność, w grudniu 1965 zorganizował demonstrację w obronie dysydentów Andrieja Siniawskiego i Julija Daniela, za co ponownie zamknięto go w ośrodku psychiatrycznym, jednak niemal od razu po odsiedzeniu wyroku zorganizował kolejny protest w obronie dysydenta – tym razem Aleksandra Ginzburga – za co został skazany na trzy lata Gułagu, a jego wystąpienie w sądzie zostało rozpowszechnione przez samizdatową „Kronikę wypadków bieżących”. Po procesie, który wzbudził liczne protesty na Zachodzie i zaangażował najwyższe sfery rządzące w ZSRR, w 1971 został uznany za winnego działalności antyradzieckiej i skazany na 7 lat więzienia oraz 5 lat zsyłki. Łącznie przebywał w uwięzieniu przez 12 lat.
Los Bukowskiego i innych więźniów politycznych w Związku Radzieckim był wielokrotnie podnoszony przez zachodnich dyplomatów i organizacje praw człowieka, takie jak Amnesty International. W grudniu 1976 został deportowany z ZSRR. Na lotnisku w Zurychu rząd radziecki wymienił go na więzionego sekretarza generalnego Komunistycznej Partii Chile Luisa Corvalána. Jak mówiła o tym krążąca po Moskwie czastuszka: „pomieniali chuligana na Luisa Corvalana[, gdie najdiom my taku blad’, cztoby Lońku [tj. Breżniewa] pomieniat']”. W marcu 1977 spotkał się w Białym Domu z prezydentem Stanów Zjednoczonych Jimmym Carterem. Potem były dysydent przeniósł się na stałe do Wielkiej Brytanii, gdzie wznowił studia biologiczne na University of Cambridge. Bukowski był zagranicznym honorowym członkiem Solidarności Walczącej, zaprzysiężonym przez samego Kornela Morawieckiego.
W kwietniu 1991 po raz pierwszy od swojej deportacji przybył do Moskwy. Wobec perspektywy upadku systemu komunistycznego w ZSRR postulował utworzenie międzynarodowej komisji w celu zbadania zbrodni komunistycznych i procesu sądowego w celu rozliczenia komunizmu (na wzór procesów norymberskich, które rozliczyły nazizm). Pomimo wstępnych ustaleń z nowymi władzami rosyjskimi i podjętych prób otwarcia archiwów, do urzeczywistnienia jego planów ostatecznie nie doszło. Borys Jelcyn proponował Władimirowi Bukowskiemu objęcie stanowiska wiceprezydenta Federacji Rosyjskiej. W 1992 został reprezentantem strony prezydenckiej w sporze z reaktywowaną KPZR przed Trybunałem Konstytucyjnym, dotyczącym kwestii niekonstytucyjności partii i tytułów prawnych do jej dawnego majątku. Uzyskał wówczas dostęp do dokumentów Komitetu Centralnego KPZR, których część przy okazji skopiował za pomocą przywiezionego ze sobą skanera oraz laptopa i opublikował później na Zachodzie. Dotyczyły one m.in. wspierania przez radziecki wywiad i partię komunistyczną akcji terrorystycznych za granicą, działalności partii komunistycznych w krajach kapitalistycznych, czy wprowadzenia stanu wojennego w Polsce. Były dysydent poparł jeszcze prezydenta Jelcyna podczas kryzysu konstytucyjnego w 1993, jednak kilka miesięcy później skrytykował przyjętą przez niego konstytucję.
W 1996 grupa moskiewskich dziennikarzy i intelektualistów zaproponowała kandydaturę Bukowskiego w wyborach prezydenckich, jako alternatywę dla Jelcyna i Ziuganowa. Nie podjęto jednak żadnych formalnych kroków w tym celu.
W maju 2007 ogłosił swoją chęć wzięcia udziału w nadchodzących w przyszłym roku wyborach prezydenckich. 18 grudnia 2007 wymaganą liczbę podpisów złożył w Centralnej Komisji Wyborczej Federacji Rosyjskiej. Grigorij Jawlinski, lider partii Jabłoko, na konferencji ogłosił, że zrezygnuje z własnej kampanii i poprze w wyborach kandydaturę Władimira Bukowskiego. 22 grudnia 2007 komisja wyborcza odrzuciła rejestrację Bukowskiego, między innymi argumentując, że pisarz w ciągu ostatnich dziesięciu lat mieszkał poza granicami Rosji.
Został członkiem międzynarodowej rady doradczej Victims of Communism Memorial Foundation. Współpracował także z Cato Institute. Był jednym z 34 sygnatariuszy posłania Putin musi odejść. W 2009 dołączył do liberalno-demokratycznego ruchu Solidarnost'. Poparł sankcje zachodnie wymierzone przeciwko Rosji w następstwie aneksji Krymu, uważając, że przyczyni się to do zakończenia rządów Władimira Putina. W październiku 2014 władze rosyjskie odmówiły wydania mu nowego paszportu zagranicznego. Ministerstwa spraw zagranicznych Federacji Rosyjskiej oświadczyło, że nie może potwierdzić obywatelstwa Bukowskiego. Według BBC, Bukowski był jednym z ideologów Partii Niepodległości Zjednoczonego Królestwa.

## Ostatnie lata
W ostatnich latach życia mieszkał w Cambridge. Kilkukrotnie gościł w Polsce. 
W latach 2016–2018 był oskarżany przez brytyjską prokuraturę o posiadanie i produkcję pornografii dziecięcej. Bukowski zaprzeczył oskarżeniom, twierdząc, że padł ofiarą rosyjskich hakerów, którzy mieli na celu jego zdyskredytowanie w związku z jego krytyką polityki Władimira Putina.
Został pochowany na Highgate Cemetery. W jego pogrzebie udział wzięli przedstawiciele rosyjskiej emigracji w Wielkiej Brytanii. Pojawił się także reprezentant ambasady RP w Londynie, który odczytał list od premiera Mateusza Morawieckiego, który w imieniu całej Polski podziękował Bukowskiemu m.in. za wsparcie polskiego ruchu antykomunistycznego w latach 80. oraz opublikowanie archiwalnych dokumentów KC KPZR w sprawie wprowadzenia stanu wojennego w Polsce.

## Poglądy
W latach 80. XX wieku otwarcie popierał politykę prezydenta Stanów Zjednoczonych Ronalda Reagana przeciwko reżimom komunistycznym w krajach Trzeciego Świata. Konsekwentnie krytykował też Zachód za przejawy zachowawczości względem komunizmu i ZSRR, uznając to za błędne dążenie do stabilizacji za wszelką cenę. Był zdecydowanym przeciwnikiem strategii odprężenia, a później poparcia udzielonego przez Zachód Michaiłowi Gorbaczowowi. Zarzucał też elitom świata zachodniego nieumiejętność rozliczenia się ze swojego uwikłania w obronę władzy sowieckiej oraz kontaktów z KGB. Nie popierał pieriestrojki, którą uznawał za zwodzenie przez ekipę Gorbaczowa społeczeństwa i opinii międzynarodowej w celu utrzymania systemu i własnej władzy. Z podobnych pozycji sprzeciwiał się nazywaniu okresu rządów Chruszczowa mianem „odwilży”, gdyż nadal trwały w ZSRR represje polityczne.
Kontestował nową rzeczywistość polityczną po upadku ZSRR. Uważał, iż w Rosji nastąpiła „restauracja nomenklatury”, rozkradanie majątku państwowego, ogłoszenie się przez część dawnych komunistów mianem „demokratów” i „reformatorów”. Sprzeciwiał się błędnemu jego zdaniem pojmowaniu kapitalizmu jako sztuki oszukiwania innych, korupcji, przejawom postkomunizmu oraz zachowania się powszechnej postawy „człowieka sowieckiego”. Był znanym przeciwnikiem Unii Europejskiej (traktował UE jako „związek socjalistycznych republik europejskich”), sprzeciwiał się dalszej integracji w jej obrębie oraz postępującego jego zdaniem zawężania sfery wolności jednostki. Równie sceptycznie nastawiony był do niektórych kierunków rozwoju cywilizacji zachodniej.
W grudniu 2005, na łamach dziennika „The Washington Post”, potępił stosowanie przez Amerykanów tortur wobec więźniów politycznych w Guantanamo, Abu Ghurajb i tajnych więzieniach CIA.

## Nagrody
- W 2002 otrzymał Truman-Reagan Medal of Freedom[35].

## Filmografia
Wystąpił w polskich filmach dokumentalnych Towarzysz generał (2009), Towarzysz generał idzie na wojnę (2011). Był jednym z komentatorów łotewskiego dokumentu The Soviet Story (2008).
- Vladimir Kara-Murza. Oni vybirali svobodu –
- Luis Corvalan, V. Bukovsky –
- V. Bukovsky, L. Korvalan, 2007.06.14 w Moscova HTB TV –

## Publikacje
- Władimir Bukowski, Partyzant prawdy. Wybór publicystyki z pierwszego i drugiego obiegu, t. 1–2, Warszawa 2008, wyd. Fronda, ISBN 978-83-60335-02-4.
- I powraca wiatr (tłum. Andrzej Mietkowski), wersja elektroniczna w języku rosyjskim
- Proces moskiewski lub Moskiewski proces (wyd. polskie ISBN 83-7227-190-9, Warszawa 1999)
- Listy rosyjskiego podróżnika,
- Pacyfiści kontra pokój (tłum. Andrzej Mietkowski)
- Unia Sowiecka czy Związek Europejski.
- Siemion Głuzman, Władimir Bukowski. Пособие по психиатрии для инакомыслящих (Psychiatria dla nieprawomyślnych, 1975)